# ريتشارد مكغوان
ريتشارد مكغوان (بالإنجليزية: Richard McGowan)‏ هو متسلق جبال أمريكي، ولد في 12 يوليو 1933، وتوفي في 27 فبراير 2007.